# Nigel Spink
Nigel Philip Spink (Chelmsford, 8 agosto 1958) è un ex calciatore e allenatore di calcio inglese, di ruolo portiere.

## Carriera
Cresciuto nelle giovanili del West Ham, Spink approdò all'Aston Villa nel 1977, diciannovenne, come secondo di Jimmy Rimmer.
Dopo cinque anni in cui totalizzò una sola presenza in campionato, nella stagione 1981-1982 giocò la finale di Coppa dei Campioni contro il Bayern Monaco: essendosi infortunato dopo dieci minuti il portiere titolare Rimmer, Spink ne prese il posto ottenendo il successo.

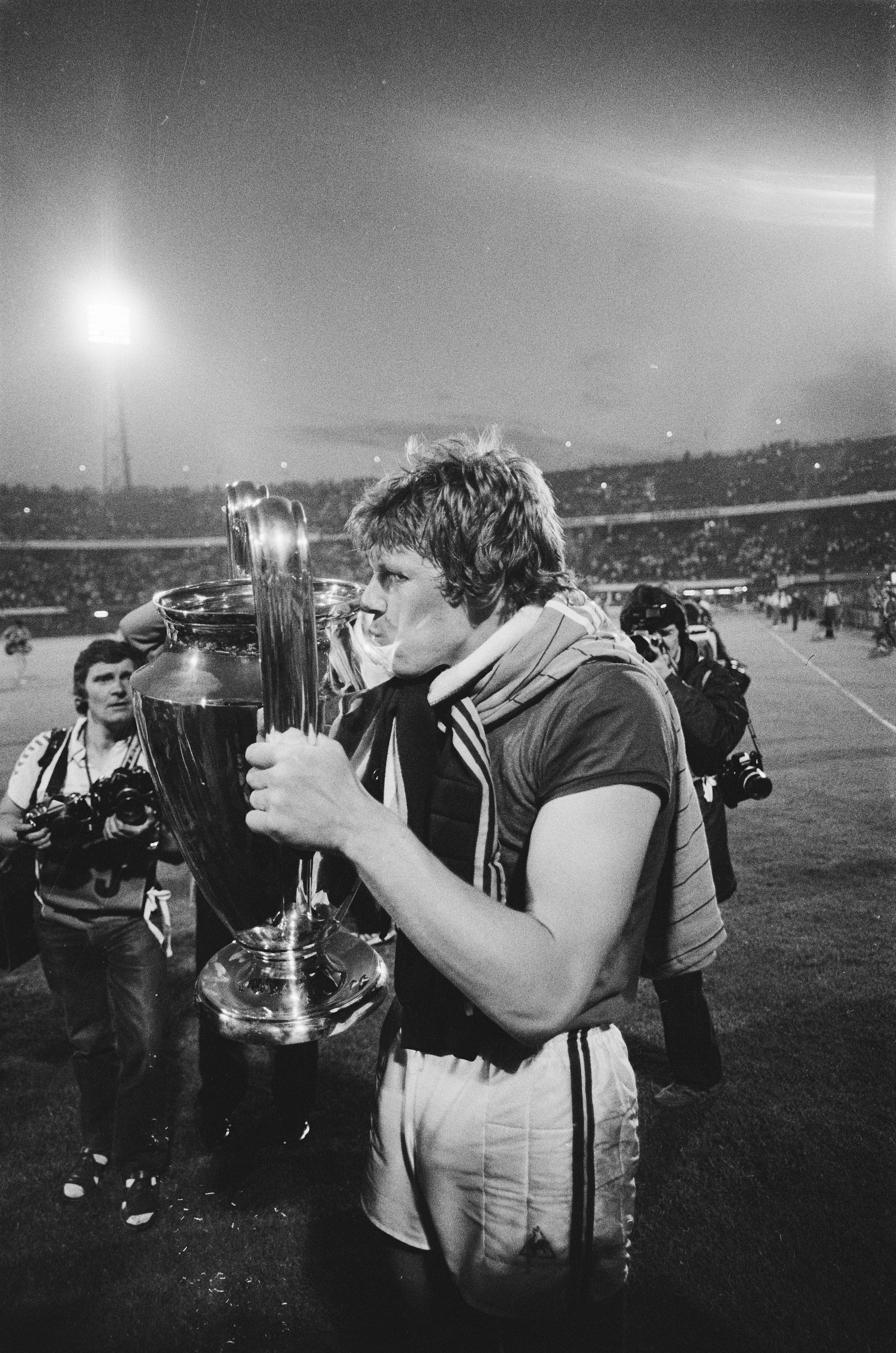
Spink con la Champions vinta all'Aston Villa nel 1982

Preso definitivamente il posto di Rimmer nel 1983, rimase ai Villans fino al 1996, totalizzando 361 presenze e vincendo una Supercoppa UEFA nel 1983 e una Football League Cup nel 1994.
Dopo una stagione al West Bromwich, Spink si trasferì al Millwall totalizzando in tre anni 44 presenze. Concluse la carriera con una stagione al Forest Green Rovers, all'età di quarantadue anni.
Dopo aver fatto l'allenatore dei portieri in varie squadre, gestisce una ditta di traslochi.

## Palmarès

### Club

#### Competizioni nazionali
- Coppa di Lega inglese: 1

Aston Villa: 1993-1994

#### Competizioni internazionali
- Coppa dei Campioni: 1

Aston Villa: 1981-1982
- Supercoppa UEFA: 1

Aston Villa: 1982